# Les Désemparés (livre)
Pour les articles homonymes, voir Les Désemparés.
Les Désemparés, sous-titré 53 portraits d’écrivains, est un ouvrage de Patrice Delbourg  paru aux éditions du Castor astral en 1996.

## Le dessein de l’auteur
L’ouvrage présente une série de portraits, esquissés de manière littéraire mais appuyés sur des indications bio-bibliographiques, d’écrivains francophones (poètes et prosateurs) ayant vécu de la fin du XIXe siècle à la fin du XXe siècle. Selon la préface de Delbourg, il ne s’agit pas d’une anthologie, ni d’un « manifeste », mais plutôt d’un « livre de rendez-vous passionnels » (impliquant donc un choix subjectif). Les auteurs sélectionnés n’appartiennent pas à des écoles et ne se revendiquent pas de mouvements littéraires, philosophiques ou religieux : tous « abominent l’ordre établi » ; « urgence, insoumission, vision fragmentaire du monde » lui semblent les caractériser. Par conséquent, il s’agit souvent (mais pas uniquement) de désespérés, d’originaux, d’auteurs rebelles « en marge », sinon de « parias » (mais non de « poètes maudits ») ; dans tous les cas d’hommes considérés comme sincères dans leur vie comme dans leur écriture, qui va « jusqu’au bout », la littérature n’ayant de sens qu’« excessive ».
Delbourg explique que le nombre 53 s’est imposé à lui comme une « douce contrainte ludique » (étant entre autres le nombre fétiche de Georges Perec, et le nombre de jours de chameau nécessaires pour traverser le Sahara de Tombouctou à Tamanrasset). Il admet que sa liste ne comporte pas de femmes écrivains, mais qu’elle aurait pu en proposer (il fait allusion à la nécessité d’un « prochain volume » qui les rassemblerait).
Le livre comporte aussi 16 pages de photos d’écrivains et un index des noms de personnes. La couverture est illustrée de croquis de Raphaël Caussimon, « d’après photos et œuvres existantes ».
Cet ouvrage constitue donc un point d’accès à un aspect particulier de la littérature francophone récente, souvent laissé dans  l’ombre.

## Liste des 53 écrivains retenus
La liste ci-après est triée par ordre alphabétique (dans l’ouvrage, les auteurs apparaissent par ordre chronologique). Elle reprend les sous-titres de Delbourg.
- François Augiéras : L’anachorète troglodyte
- Alain Borne : Les larmes des cigales
- Emmanuel Bove : Le tsar nu
- Louis Brauquier : Gentleman d’escale
- Jean-Pierre Brisset : L’art d’être grammaire
- Louis Calaferte : Le loup ébouillanté
- Henri Calet : Dans les grandes largeurs
- Paul Chaulot : L’express du soir
- Chaval : De retour
- Malcolm de Chazal : L’antéchrist de l’île Maurice
- Charles-Albert Cingria : Cyclotouriste kitsch
- Charles Cros : La solitude du hareng saur
- Eugène Dabit : Artisan prolétaire
- Jean-Paul de Dadelsen : Prince des forêts noires
- Georges Darien : Irréductible gueuloir
- Luc Dietrich : Astéroïde lyrique
- Jean-Pierre Duprey : L’évident transparent
- Léon-Paul Fargue : Taxi en maraude
- Félix Fénéon : Terroriste de la brève
- Jean Follain : Pépiniériste du quotidien
- Benjamin Fondane : La conscience des fantômes
- Jean Forton : Vieux garçon à perpétuité
- Georges Fourest : Bateleur ovipare
- André Frédérique : Pharmacien couleur anthracite
- Paul Gadenne : Le guetteur des fortifs
- Francis Giauque : Soufre noir
- Raymond Guérin : Boxeur de la mistoufle
- André Hardellet : Braconnier du Marais
- Georges Henein : Gentilhomme dilettante
- Jules Huret : Premier journaliste-troubadour
- Georges Hyvernaud : Fantassin des ténèbres
- Roger Kowalski : Riverain de la pénombre
- Jean de La Ville de Mirmont : Voyageur de troisième classe
- Olivier Larronde : L’archange foudroyé
- André Laude : Piéton couleur d’homme
- Georges Limbour : Dans le secret des ateliers
- Henry Jean-Marie Levet : Esthète transatlantique
- Ghérasim Luca : Bégayeur des nuées
- Gérald Neveu : Naufragé sous mistral
- Géo Norge : La mouche de Dieu
- Germain Nouveau : Hippie du Parnasse
- Benjamin Péret : Les bras d’honneur
- Jacques Perret : Le dossard épinglé
- Jacques Prevel : Double crépusculaire
- Pierre Reverdy : Patineur céleste
- Jean Reverzy : Scaphandrier de l’âme
- André de Richaud : Le cœur au bain-marie
- Jacques Rigaut : Brummell suicidaire
- Armand Robin : Ausculteur de langues
- Stanislas Rodanski : Djinn orange
- Jean-Philippe Salabreuil : Rempailleur d’étoiles
- Louis Scutenaire : Saigneur et maître de l’aphorisme
- Jean Sénac : La sentinelle de l’erg